# Ketouvim
Les Ketouvim (en hébreu כְּתוּבִים) forment la troisième et dernière partie du Tanakh (Bible hébraïque), après la Torah (Pentateuque) et les Nevi'im (Prophètes).
On traduit souvent Ketouvim par le terme Autres Écrits en français, le mot כתובים signifiant littéralement « écrits ». On les désigne aussi par l'expression Livres hagiographes ou simplement Hagiographes.
Dans la tradition textuelle juive, le Livre des Chroniques est compté comme un seul livre. Ezra et Néhémie sont également regroupés dans un seul livre appelé "Esdras". Il y a donc onze livres au total dans cette section, selon l'énumération suivante.

## Regroupement des livres des Ketouvim

### Les trois livres poétiques (Sifrei Eme"t)

#### Forme poétique dans les manuscrits
Dans les manuscrits massorétiques, les trois Livres de Job, des Proverbes et des Psaumes sont présentés dans un format en deux colonnes afin d'appuyer sur les stances parallèles des versets, qui participent de leur fonction poétique. Ils sont nommés Sifrei Eme"t (Livres de "Vérité"), par acronyme de leurs titres hébreux : איוב, משלי, תהלים  Emet אמ"ת).

#### Cantillation poétique
Ces trois Livres sont les seuls du Tanakh à posséder leurs notes de cantillation, destinées à accentuer les stances parallèles dans les versets. Ces notes de cantillation sont appelées Ta`amei Eme"t.

### Les Cinq Rouleaux (Hamech Meguilot)
Les cinq Livres relativement courts du Cantique des Cantiques, de Ruth, des Lamentations, de l' Ecclésiaste et d' Esther sont collectivement connus sous le nom des Hamech Meguilot (les Cinq Rouleaux, à ne pas confondre avec les Cinq Livres). Ces rouleaux sont traditionnellement lus au long de l'année juive dans de nombreuses communautés. La liste ci-dessous les présente dans l'ordre de lecture à la synagogue au cours du calendrier, commençant par le Cantique des Cantiques, à Pessa'h.

### Autres Livres
Outre les trois Livres poétiques et les cinq Meguilot, trois livres ont été inclus dans le canon juif : Daniel, Esdras, Chroniques.
Bien qu'ils ne soient pas formellement regroupés dans la tradition juive, ils n'en partagent pas moins un nombre de caractéristiques flagrantes :
- Leurs sujets décrivent ouvertement des évènements tardifs, à savoir l'exil à Babylone et la restauration de Sion.
- La tradition talmudique leur attribue à tous une date de rédaction tardive.
- Deux d'entre eux, Daniel et Esdras, sont les seuls livres du Tanakh écrits en bonne partie en araméen.

## Ordre des Livres

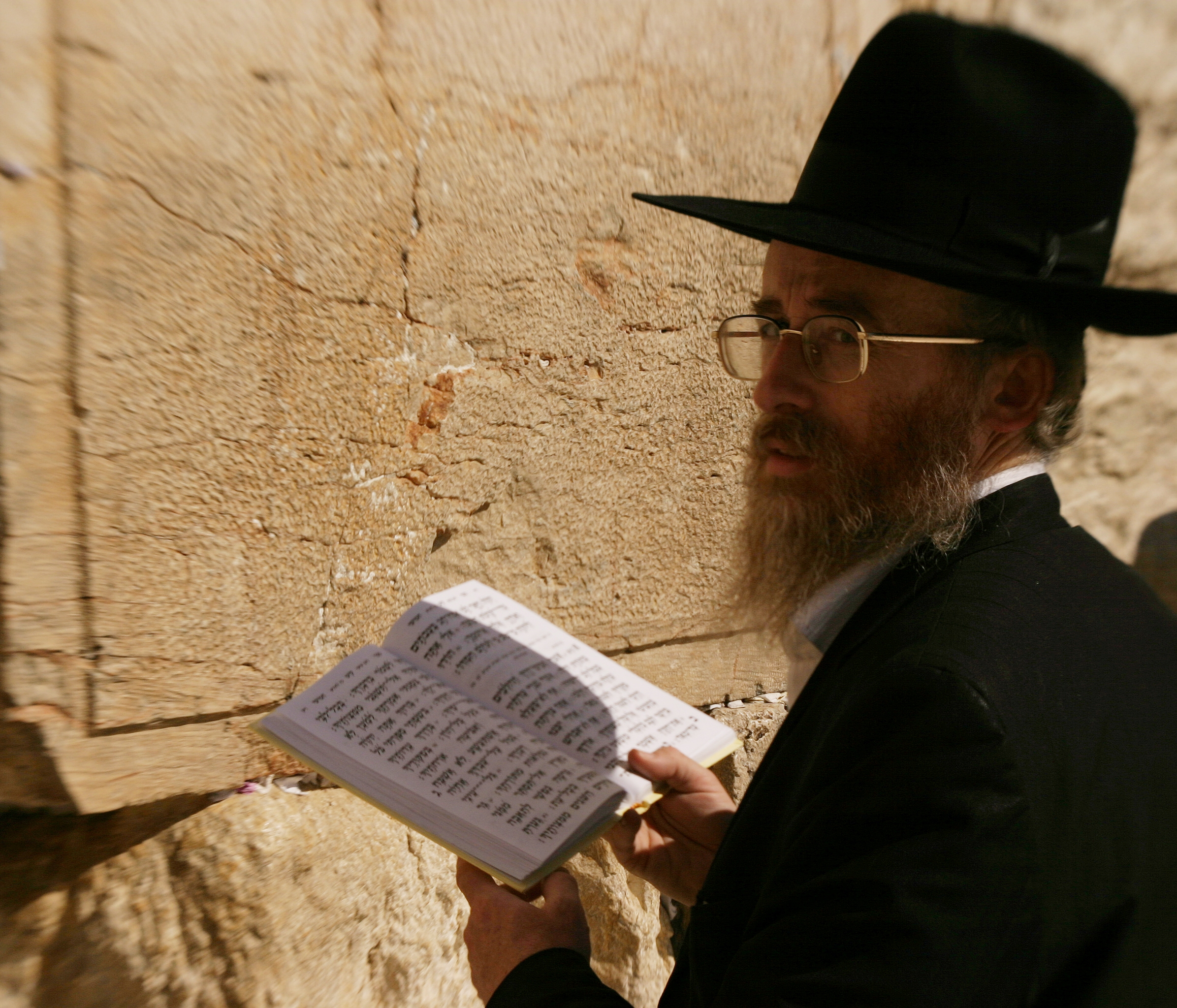
Un hassid lisant les Psaumes au mur des Lamentations

Cette liste présente les livres des Ketouvim dans leur ordre d'apparition dans les éditions imprimées classiques, et les divise en trois sous-groupes basés sur la distinction des Sifrei Eme"t et des Hamech Meguilot (cf. supra).
Groupe I : Les Trois Livres Poétiques (Sifrei Eme"t)
- 1. Tehillim (Livre des Psaumes) תהלים
- 2. Mishlei (Livre des Proverbes) משלי
- 3. `Iyyov (Livre de Job) איוב

Groupe II : Les Cinq Rouleaux (Hamech Meguilot)
- 4. Chir haChirim (Cantique des Cantiques) שיר השירים (lu à Pessa'h et chaque vendredi soir dans les communautés séfarades)
- 5. Ruth (Livre de Ruth) רות (lu à Shavouot)
- 6. Eikha (Lamentations) איכה (lu à Tisha Beav, avec de nombreuses kinnot)
- 7. Qohelet (Ecclésiaste) קהלת (lu à Soukkot)
- 8. Esther (Livre d'Esther) אסתר (lu à Pourim)

Groupe III : Autres Livres Historiques
- 9. Daniel (Livre de Daniel) דניאל
- 10. Esdras (Livre d'Esdras et de Néhémie) עזרא
- 11. Divrei haYamim (Livres des Chroniques) דברי הימים

## Autres agencements des Livres
L'ordre des Livres dans les Ketouvim varie dans les manuscrits et les éditions imprimées. Par exemple, untel placera les Livres des Chroniques en première position au lieu de la dernière. La liste supra présente l'ordre des Livres selon la majorité des éditions courantes et récentes de la Bible Hébraïque. Historiquement, cet ordre dérive de manuscrits rédigés par des Juifs d'Ashkenaz (Allemagne médiévale).
La tradition textuelle juive n'a jamais finalisé l'ordre des Livres des Ketouvim. Le Talmud de Babylone (Baba Batra 14b-15a) donne leur ordre dans la séquence suivante : Ruth, Psaumes, Job, Proverbes, Ecclésiaste, Cantique des Cantiques, Lamentations, Daniel, Esther, Esdras, Chroniques.
Dans les codes massorétiques tibériens, y compris le Codex d'Alep et le Codex de Léningrad, ainsi que dans de vieux manuscrits d'Espagne, l'ordre des Livres est le suivant : Chroniques, Psaumes, Job, Proverbes, Ruth, Cantique des Cantiques, Ecclésiaste, Lamentations, Esther, Daniel, Esdras.

### Ordre canonique
Le catholicisme appelle ces Autres Écrits du nom de Livres poétiques et sapientaux. Il leur retire les livres suivants, déjà inclus dans les Livres historiques correspondant aux Prophètes premiers des livres des Prophètes de la Bible hébraïque :
- Ruth
- le Livre des Lamentations
- Esther
- Esdras
- Néhémie
- les Premier et Deuxième Livres des Chroniques

Il retire aussi le livre suivant, déjà inclus dans les Livres Prophétiques correspondant aux Prophètes seconds des livres des Prophètes de la Bible hébraïque :
- Daniel, écrit en araméen

et rajoute les Livres deutérocanoniques suivants :
- le Livre de la Sagesse
- le Siracide

## Le Targoum des Ketouvim
Des targoumim "occidentaux" existent pour les Sifrei Eme"t, les Cinq Rouleaux, et les Chroniques, en clair pour tous les Livres des Ketouvim, à l'exception de Daniel et d'Esdras, rédigés en grande partie en araméen, et ne nécessitant donc pas de Targoum. Il existe plusieurs targoumim complémentaires pour le Livre d'Esther.
Il n'y a cependant pas de Targoum "oriental" officiel pour les Ketouvim, comme le Targoum Onkelos sur la Torah et le Targoum Yonathan sur les Nevi'im. Le Talmud de Babylone enseigne d'ailleurs de façon explicite que Yonathan ben Ouzziel fut empêché par une intervention divine de compléter sa traduction de la Bible.